# 穆王 (楚)
穆王（ぼくおう）は、中国春秋時代の楚の君主。姓は羋、氏は熊。諱は商臣。成王の子。父を弑して王位に就く。暴君として知られる。

## 生涯
名君として知られた成王は、公子の商臣を太子として立てようとしたが、令尹の鬬勃（子上）にとめられた。曰く、「君は未だ老いておらず、太子を立てて他の公子を退けるのは内乱のもとです。楚では太子として立つのは年少の公子と決まっています。その上、公子商臣は蜂のような眼つきで、狼のような声をもった酷薄なお方です。絶対に太子になさってはいけません」しかし成王はこれを聞き入れず、商臣を太子とした。
この事を知った商臣は子上を恨み、のちに子上が晋との戦いで、戦わずして逃げ帰ってきたときに、成王に讒言した。成王は子上を誅殺した。
その後、成王は商臣を廃し、商臣の異母弟の公子職を太子に立てようとしたが、商臣はいち早くこれを察知し、お守り役の潘崇に相談した。すると潘崇は「まずは叔母君の江羋さま（成王の妹）を宴会に招聘して、わざと失礼な振る舞いをなされませ。その反応次第で考えましょう」といった。そこで商臣は江羋を招聘して潘崇の進言通りにした。すると江羋は激怒して「卑しい女を母にもつ商臣よ。わが君が汝を誅殺して、職公子を太子にするのも道理であろう」と叫んで退出した。
商臣は潘崇に「やはり私の立場は危ういようだ」と述べた。潘崇は「公子は弟君（公子職）の臣下に甘んじることはできますか?」と訊いた。商臣は「それはできない」と述べた。再び潘崇は「ならば他国に亡命なさいますか?」と訊いた。商臣は「それもできない」と述べた。さらに潘崇は「ならば、父君に替わって王位を奪い取ることはできますか?」と再び訊いた。商臣は「それはできる」と述べたので、意を決して父・成王を攻めて、これを縊死による自殺に追い詰めて王位についた。父がわが子に「熊掌を煮たものを食べて死にたい」と嘆願したが、商臣は父の最後の願いさえも拒んだのである。これが穆王である。
即位した穆王は太子時代の邸宅や財宝と愛妾などを潘崇に与えて、太師に任命して、さらに近衛軍の長官も兼務させた。彼は周辺諸国を次々と滅ぼし、容赦ない略奪を行ったので諸侯は大いに恐れた。
当時の覇権国家の晋では襄公が急死した事もあって、国内が混乱しており、楚はその隙を突いて次々と諸国を屈服させた。鄭・陳・宋・魯などの諸国は、みな晋を離れて楚についた。
太子の侶は後に春秋五覇の一人に数えられる荘王となった。

## 子女
- 荘王
- 子重（公子嬰斉） - 令尹
- 子反（公子側） - 司馬
- 子辛（公子壬夫） - 令尹